# Ditmar Jakobs
Ditmar Jakobs (Oberhausen, 1953. augusztus 28. –) világbajnoki ezüstérmes nyugatnémet válogatott német labdarúgó, hátvéd.

## Pályafutása

### Klubcsapatban
1971 és 1974 között a Rot-Weiß Oberhausen, 1974 és 1977 között a Tennis Borussia Berlin labdarúgója volt. 1977-ben az MSV Duisburg csapatához igazolt, ahol tagja volt az 1978–79-es UEFA-kupa elődöntős csapatnak, amely a negyeddöntőben a Bp. Honvédot búcsúztatta. 1979-ben a Hamburger SV játékosa lett. A hamburgi csapattal 2 bajnoki címet egy nyugatnémet kupa-győzelmet szerzett és tagja volt az 1982–83-as BEK győztes együttesnek.
1989. szeptember 20-án a Werder Bremen elleni bajnoki mérkőzésen egy szerencsétlen baleset szenvedett. Egy gólba tartó labdát sikerült a kapuból a vonal előtt kirúgnia, de lendülettel a kapuba csúszott és a hálót tartó horgokba akadt a hátán. 20 percig feküdt a horgokra akadva mikor sikerült kiszabadítani. Jakobs kénytelen volt pályafutását emiatt befejezni, de szerencsésnek tarja magát, mert a gerincvelőjétől mindössze öt centire volt az egyik horog, ami nagyobb bajt is okozhatott volna.
Napjainkban biztosítási ügynökként dolgozik Norderstedtben Hamburg közelében.

### A válogatottban
1980 és 1986 között 20 alkalommal szerepelt a nyugatnémet válogatottban és egy gólt szerzett. Tagja volt az 1986-os világbajnoki ezüstérmes csapatnak Mexikóban.

## Sikerei, díjai
NSZK
- Világbajnokság
  - ezüstérmes: 1986, Mexikó

 MSV Duisburg
- UEFA-kupa
  - elődöntős: 1978–79

 Hamburger SV
- Nyugatnémet bajnokság (Bundesliga)
  - bajnok: 1981–82, 1982–83
  - 2.: 1979–80, 1980–81, 1983–84, 1986–87
- Nyugatnémet kupa (DFB Pokal)
  - győztes: 1987
- Bajnokcsapatok Európa-kupája (BEK)
  - győztes: 1982–83
  - döntős: 1979–80
- UEFA-kupa
  - döntős: 1981–82
- UEFA-szuperkupa
  - döntős: 1983
- Interkontinentális kupa
  - döntős: 1983